# Plan d'épargne retraite entreprises
Ne doit pas être confondu avec Plan d'épargne d'entreprise.
Le Plan d'Epargne Retraite Entreprises (ou PER Entreprises) est un contrat d’assurance vie collectif souscrit par l’entreprise destiné au départ à la retraite des salariés.
Le « contrat PERE » s'est substitué au « contrat Article 83 »,,.

## Définition
Ces contrats présentent les caractéristiques suivantes :
- ils relèvent de l’article 83 du Code général des impôts ;
- ils sont souscrits par l’entreprise au profit de l’ensemble de ses salariés ou d’une catégorie de salariés ;
- l’adhésion du salarié (qui devient donc adhérent et le reste même s’il n’est plus salarié) est obligatoire ;
- les sommes versées sont bloquées jusqu’au départ à la retraite de l’adhérent, sauf survenance d’un cas autorisé de déblocage anticipé ;
- la prestation au moment de la retraite versée sous forme de rente viagère ;
- la faculté de faire des versements individuels complémentaires peut être prévue pour l’adhérent n’ayant pas liquidé ses droits.

## Fonctionnement du PER Entreprises

### Mise en place
La mise en place d'un Plan d'Epargne Retraite Entreprises est à l'initiative de l'employeur. Dans les faits, elle est souvent prescrite par les partenaires sociaux de l'entreprise lors des négociations syndicales.
La mise en place peut se faire de 3 manières :
1. par voie de convention ou d’accord collectif interne à l'entreprise,
2. à la suite de l'acceptation par la majorité des salariés concernés d’un projet d’accord proposé par l’employeur,
3. par décision de l'employeur seul. Dans ce cas, les cotisations obligatoires ne sont financées que par l'entreprise.

L'employeur peut choisir une catégorie de salariés bénéficiaires du Plan d'Epargne Retraite Entreprises. La catégorie peut être librement définie, mais elle doit être "homogène et objective", c'est-à-dire qu'elle doit correspondre et être définie selon des critères non discriminants (exemples: les cadres, les employés, etc.). Lorsque la catégorie de salariés bénéficiaires est définie, l'ensemble des salariés de la catégorie perçoit les cotisations obligatoires sur le PER Entreprises.

### Cotisations
Ce dispositif implique la création d'un compte individuel pour chaque salarié alimenté de deux manières possibles :
- Par l'entreprise (obligatoire) : Un montant défini à la mise en place du PER Entreprises est versé périodiquement sur le compte du salarié. Cette partie est obligatoire et est fiscalement similaire aux cotisations obligatoires versées dans le cadre d'un Article 83.
- Par les salariés (facultatif) : Les comptes individuels des salariés peuvent accueillir, théoriquement à tout moment et sans plafond, des versements volontaires à l'initiative de ceux-ci. Ces versements sont facultatifs et ne peuvent être déduits des salaires, mais peuvent cependant être issus des Comptes Epargne Temps.

### Terme du PER Entreprises
Les sommes versées sur le PER Entreprises (par l'entreprise et le salarié) sont uniquement disponibles après le départ à la retraite du salarié, sous forme de rente viagère.
La législation en vigueur au 1er juillet 2009 prévoit plusieurs cas de figure permettant de disposer des sommes avant le départ à la retraite :
1. Surendettement
2. Décès du conjoint ou du partenaire de Pacs
3. Invalidité de 2e ou de 3e catégorie (selon les critères de la Sécurité sociale)
4. Cessation d'activité non salariée consécutif à un jugement de mise en liquidation judiciaire
5. Arrivée au terme de la durée de versement des droits à l'assurance chômage
6. Absence de contrat de travail ou de mandat social depuis au moins deux ans de suite
7. Sur accord du président du Tribunal du commerce après qu'une procédure de conciliation ait été initiée avec l'accord de l'assuré

## Avantages
Ce dispositif d'épargne destiné à la préparation de la retraite est, au même titre que les autres dispositifs d'épargne salariale, un complément de rémunération attribué par l'entreprise aux salariés bénéficiaires.
En outre, les montants de cotisations obligatoires versés aux salariés sont déductibles du résultat imposable de l'entreprise (dans une certaine mesure).
De plus, les cotisations obligatoires perçues par les salariés sont exonérées d'impôt sur le revenu, et les versements volontaires individuels effectués sont déductibles du revenu imposable.